# Jimbe (Kademangan)
Jimbe is een bestuurslaag in het regentschap Blitar van de provincie Oost-Java, Indonesië. Jimbe telt 3978 inwoners (volkstelling 2010).